# Ergastria forficula
Ergastria forficula is een hooiwagen uit de familie Gonyleptidae.